# أياكو إنوموتو
أياكو إنوموتو (باليابانية: 榎本亜弥子؛ بالكانا: えのもと あやこ) هي عارضة أزياء وعارضة وممثلة يابانية، ولدت في 29 أبريل 1985 في طوكيو في اليابان.

## وصلات خارجية
- الموقع الرسمي
- أياكو إنوموتو على موقع IMDb (الإنجليزية)